# Відкритий чемпіонат Франції з тенісу 1974
Відкритий чемпіонат Франції з тенісу 1974  — тенісний турнір, що проходив на відкритих ґрунтових кортах Стад-Ролан-Гаррос у Парижі з 3 червня по 16 червня 1974 року. Це був 78-ий Відкритий чемпіонат Франції та другий турнір Великого шолома в календарному році. 

## Огляд подій та досянень
Переможець змагань в чоловічому одиночному розряді Бйорн Борг виграв свій перший (із шести) титул чемпіона Франції. Він став першим шведом, якому підкорився титул Великого шолома. 
У жінок в одиночному розряді перемога Кріс Еверт, для якої це теж був перший титул Великого шолома, а в майбутньому вона тріумфуватиме на кортах Ролан-Гарросу ще сім разів.  Фіналістка, Ольга Морозова була першою представницею Радянського Союзу, що грала в фіналі мейджора. 
Еверт об'єдналася з Морозовою в пару, що виграла змагання в парному розряді серед жінок.

## Результати фінальних матчів

### Дорослі
| Одиночний розряд. Чоловіки Докладніше |                                                  |                              |
| Бйорн Борг                            | Мануель Орантес                                  | 2–6, 6–7(1-7), 6–0, 6–1, 6–1 |
|                                       |                                                  |                              |
| Одиночний розряд. Жінки Докладніше    |                                                  |                              |
| Кріс Еверт                            | Ольга Морозова                                   | 6–1, 6–2                     |
|                                       |                                                  |                              |
| Парний розряд. Чоловіки Докладніше    |                                                  |                              |
| Дік Крілі Онні Парун                  | Боб Лутц Стенлі Сміт                             | 6–3, 6–2, 3–6, 5–7, 6–1      |
|                                       |                                                  |                              |
| Парний розряд. Жінки Докладніше       |                                                  |                              |
| Кріс Еверт Ольга Морозова             | Гейл Шерріфф Шанфро Катя Бургемайстер Еббінґгаус | 6–4, 2–6, 6–1                |
|                                       |                                                  |                              |
| Мікст Докладніше                      |                                                  |                              |
| Мартіна Навратілова Іван Моліна       | Розі Реєс Дармон Марсело Лара                    | 6–3, 6–3                     |
|                                       |                                                  |                              |